# 一个菲律宾家庭的进化

《一个菲律宾家庭的进化》（菲律宾语：Ebolusyon ng Isang Pamilyang Pilipino），拉夫·狄亞兹执导菲律賓电影，是有史以来最长的电影之一。

## 剧情
《综艺》杂志称，“拉夫·达兹透过《一个菲律宾家庭的进化》耐心而井然地观察到一户贫穷农家的崩垮及其有希望的复兴，以小见大，象征着一个国家1971年至1987年的历史。”

## 演员
- 埃尔里安·德·贝拉　饰　赖纳尔多
- 安吉·费罗　饰　普琳
- 彭·梅迪纳　饰　卡迪奥
- 马里夫·内斯西托　饰　希尔达
- 罗尼·拉扎罗　饰　费尔南多
- 卢伊·马纳萨拉　饰　玛丽亚
- 巴瑙埃·米克拉　饰　胡琳
- 西格丽德·安德烈娅·贝尔纳多　饰　安娜
- 霍埃尔·托雷　饰　市长
- 安赫尔·阿基诺　饰　里卡
- 雷·温图拉　饰　卡·哈里姆
- 迪多·德拉·帕斯　饰　达基拉
- 罗德　饰　本多
- 洛蕾列·弗托尔　饰　马丁娜
- 欧文·冈萨雷斯　饰　卡洛斯
- 马里奥·马加洛纳　饰　丹尼
- 吉诺·多米恩多　饰　林諾·布洛卡